# Lluís de Gruuthuse
Lluís de Gruuthuse (neerlandès: Lodewijk van Gruuthuse)  (Bruges, c. 1427 (Gregorià) - Bruges, 26 de novembre de 1492 (Gregorià)) va ser un empresari, bibliòfil i diplomata del comtat de Flandes, actiu a la cort dels ducs de Borgonya. Va ser camarlenc del jove Felip I de Castella.

## Vida
Fill únic de Margalida de Steenhuyse i Joan IV de Bruges, neix el 1422 en una família benestant, que des de l'any 1200 va rebre el privilegi del comte de Flandes Balduí IX del monopoli de la venda del gruut, una preparació d'espècies a base de murta de Brabant, indispensable per a la fabricació de la cervesa. A més el comte va carregar-les amb la recaptació de l'impost sobre la cervesa. En dos segles la nissaga dels de Bruges van construir una fortuna considerable, que van ostentar en el casal urbà Gruuthuse (= casal del gruut) i el seu castell a Oostkamp, al sud de Bruges.

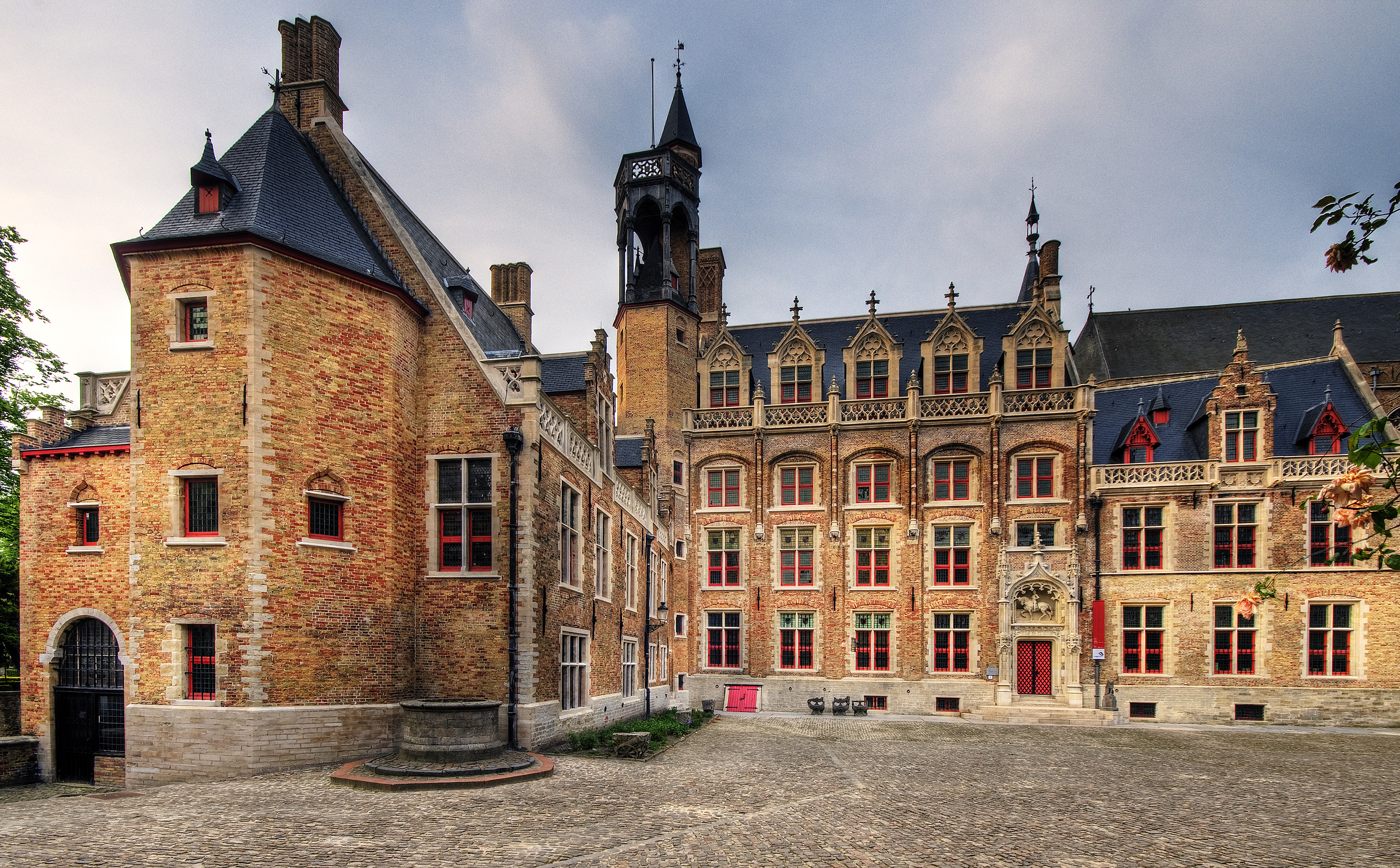
Casal dels Gruuthuse a Bruges

El 1445, a l'edat de 23 anys, Felip el Bó, duc de Borgonya i comte de Flandes va contractar-lo com a patge i cellerer. També va rebre una formació militar. Va seguir la cort de Felip III i perfeccionar les seves aptituds diplomàtiques. El 1447 va començar el conflicte sobre la gabella de la sal entre la ciutat de Gant i el duc. L'hivern del 1452-53 va esclatar la «Guerra de la sal» i el duc va nomenar Lluís com a governador (stadhouder) de Bruges i comandant del seu exèrcit. Va començar a fer estralls als pobles rurals entorn de Gant. El 23 de juliol del 1453 va vèncer les tropes gantencs a la batalla de Gavere. En reconeixement del seu mèrit a la batalla, el duc va promoure'l cavaller.

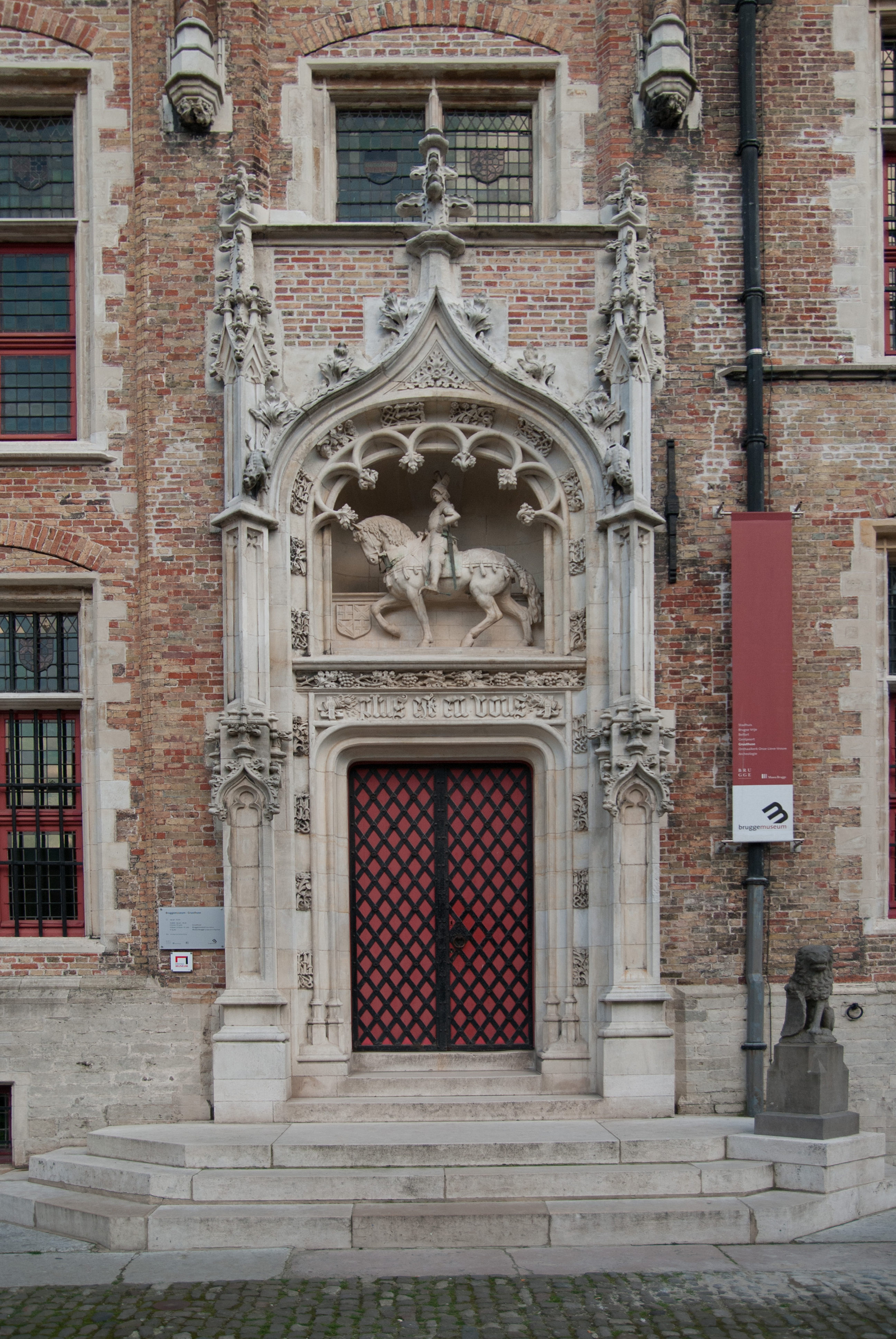
Detall del portal neogòtic amb estàtua eqüestre de Lluís amb la inscripció plus est en vous al llinda

El 1461 va ser intronitzat en l'Orde del Toisó d'Or, del qual es veu la cadena al retrat de l'artista anònim «Mestre dels Retrats Reials». Del 1463 a1477 va ser stadhouder a la ciutat de L'Haia per les províncies de Zelanda, Holanda i Frísia. El 1471, va hostatjar Eduard IV d'Anglaterra quan aquest va acampar a Flandes durant la Guerra de les Dues Roses. En reconeixement va rebre el títol de comte de Winchester.
El 1467, quan Carles I de Borgonya va succedir son pare, va continuar com a conseller militar i diplomàtic a la cort. Després del casament de Maria de Borgonya, filla de Carles I amb l'habsburguès Maximilia I, va ser nomenat gentilhome de cambra al naixement de llur primògenit Felip I de Castella el 1478. Va seguir Carles I cap a la guerra contra Lluís XI de França i també va participar en la destrucció el 1468 de les ciutats de Lieja i de Dinant, quan els Liejesos van oposar-se a l'autoritat del príncep-bisbe Lluís de Borbó, nebot de Felip III.
La relació amb Maximilià I va esdevenir conflictuosa quan Lluís va oposar-se a la seva vel·leïtat de rompre el poder de la noblesa i crear un règim més absolutista. El 1485 va ser empresonat i condemnat a mort, però els seus socis del Toisó d'Or van reeixir a obtenir la gràcia. Va continuar la seva oposició contra Maximilià, però va ser sol en la seva lluita i va perdre el suport dels cavallers de la Toisó d'Or. Va morir a Bruges el 24 de novembre del 1492 i va ser sebollit a la col·legiata de la Mare de Déu.
Família
El 1455 va casar-se amb Margalida, comtessa de Borssele, una de les nissagues prominents de Zelanda. Va tenir almenys sis fills: Lluís II (mort el 1461), Joan V de Bruges (1458-1522), Margalida (mort el 1502), Joana, Maria i Filipina. També hi ha rumors sobre una filla espúria.

## Bibliòfil
Lluís va col·leccionar una biblioteca important: feta de manuscrits que va comprar o encarregar i dels primers llibres impresos. Va estimular l'impressor brugenc, Collard Mansion (±1440-1484). La biblioteca era una de les més importants de l'època, amb un gran nombre de manuscrits dels quals es conserven uns cent cinquanta a la Biblioteca Nacional de França. S'hi trobava entre d'altres una traducció francesa del Llibre de meravelles de Ramon Llull i una del Llibre dels àngels de Francesc Eiximenis, traduccions que podrien ser encarregades pel mateix Lluís i realitzades a Bruges.
El seu fill, Joan V de Bruges va donar o vendre quasi la totalitat de la biblioteca a Lluís XII de França. L'anomenat manuscrit de Gruuthuse (realitzat entre 1395 i 1408), adquirit el 2007 per la Biblioteca Reial dels Països Baixos prové dels fons de Lluís, que va comprar-lo vers l'any 1460 i en aquesta ocasió hi va posar el seu nom i escut. És un dels manuscrits més importants de la literatura i música neerlandesa de l'edat mitjana. Conté una compilació 170 cançons i precs amb lletra i música en neerlandès mitjà.